# Алергијско запаљење вежњаче ока
Алергијско запаљење вежњаче ока (лат. conjunctivitis allergica) једно је од запаљењских обољења ока које се чешће јавља код особа које имају неку од алергијских болести. Карактерише се упалом вежњаче, танког провидног покривача који покрива унутрашњу страну очног капака и предњи део ока осим рожњаче. Симптоми се јављају везано за сезону алергена (нпр полен траве), мада се могу јавити у било ком периоду године, када је болест изазва хемијским, нутритивним или другим супстанцама као што су нпр. козметика, парфеми, протеинске наслаге на контактним сочивима или неки лекови. Болест која обично захвата оба ока, најчешће је праћена црвенилом и отоком очних капака.

## Анатомија
Вежњача или спојница (лат. tunica conjunctiva) је слузокожа која обавија предњу страну очне јабучице и задњу страну очних капака. Тако формира једну врећу која се отвара на рими палпебрарум. На тој врећи анатомски се описују; предњи и задњи зид и два форникса (горњи и доњи).
Предњи зид
Предњи зид ове вреће покрива задњу страну очних капака, и носи назив вежњача капка или веђни део вежњаче капка (лат. tunica conjuctiva palpebrarum). Она облаже задњу страну капка и срасла је са тарзалним плочицама, садржи два или више слојева колумнарног епитела са гоблет ћелијама и растреситом, васкуларизованом ламином пропријом
Задњи зид
Задњи зид прекрива предњи део очне јабучице и зове се булбарна вежњача (лат. tunica conjuctiva bulb) и облаже предњи део склере до корнеалног руба. Садржи стратификовани некератинизовани сквамозни епител са неколико гоблет ћелија, и растреситу ламину проприју прожету еластичним влакнима.
Булбарна вежњача је глатка у свим деловима осим у унутрашњем очном углу где формира полумесечасти набор и једну избочину названу карункула лакрималис, која чини дно сузног језерца. Булбарна вежњача се дели на два дела;
- корнеални — који је провидан и приљубљен уз корнеу (рожњачу)
- склерални — који је прислоњен уз склеру.

Форникси вежњаче
На прелазу палпебрарне у булбарну вежњачу налазе се два форникса: горњи и доњи форникс (лат. fornix conjunctivae superior/inferior), који омогућавају глатко кретање очне јабучице и могу код кретања ишчезнути — или се навући било на очну јабучицу, било на палпебру. Форникси се сусрећу медијално код карункуле лакрималис, а споља прелазе један у други. У спољашњем делу горњег форникс налазе се отвори изводних канала сузних жлезда.

### Грађа вежњаче
Вежњача је у свим деловима, осим у корнеалном, грађена из три слоја:
- Епитела (на скералном делу је вишеслојно плочастог, а на осталим вишеслојно цилиндрични)
- Тунике проприје (густог везивног ткива)
- Субмукозе (везивног ткива нешто ређег од оног у туники проприји), у чијем форниксу се налазе сузне жлезде.

Вежњача садржи велики број жлезда које влаже око и тако га чине глатким и лакше покретљивим. У њој се налази и више врста ћелија важних за имунолошку одбрамбену способност ока од страних микроорганизама и других честица. Како је вежњача добро прожета крвним судовима (васкуларизованија), њена отпорност додатно је појачана материјама и телешцима (цитокини, имуноглобулини и упалне ћелије) које из крви прелазе у вежњачу и сузе те тако око додатно штите.

## Облици алергијског запаљења вежњаче ока
| Назив                                      | Карактеристике |
| ------------------------------------------ | --- |
| Сезонско алергијско запаљење вежњаче ока   | - Ово је најчешћи облик алергијског запаљења вежњаче. - Обично се јавља када вежњача дође у додир са алергенима који се сезонски налазе у ваздуху (нпр полен и семе трава). - Ова алергијска реакција најчешће се јавља заједно са алергијским ринитисом. - Ако се не лечи ретко доводе до хроничних компликација. - Некада могу да доведу до озбиљних проблема у другим деловима ока као што је на пример упала дужице или рожњаче. |
| Несезонско алергијско запаљење вежњаче ока | - Узрокован је прашином која потиче од кућних љубимаца или домаћих животиња, гриња, перја и сличних супстанци. - Овај облик запаљења вежњаче може се јављати током читаве године. - Симптоми су обично израженији на прелазу између годишњих доба. - Симптоми су доста слични сезонском запаљењу вежњаче. - Пацијенти са овим обликом запаљења вежњаче, осим лекова који им се преписују треба да избегавају додир са алергенима. - Ако се не лечи ретко доводе до хроничних компликација. - Некада могу да доведу до озбиљних проблема у другим деловима ока као што је на пример упала дужице или рожњаче. |
| Вернално запаљење вежњаче ока              | - Ово је хронични облик запаљења вежњаче који се најчешће јавља током пролећа и јесени. - Може довести до трајних оштећења вида због чега представља један од два најопаснија облика алергијског запаљења вежњаче. - Чешће се јавља код мушкараца него код жена. - Може имати алергијску и неалергијску компоненту. - Лечењем овог облика запаљења вежњаче првенствено се бави офталмолог коме је ужа специјалност предњи сегмент ока и алергије ока. |
| Атопијско запаљење вежњаче ока             | - Ово је облик алергијског запаљења вежњаче који је удружен са атопијским дерматитисом (екцемом) капака и лица. - Симптоми су сличним оним код сезонског и несезонског запаљења вежњаче, док је његова специфичност густи мукозни секрет. - Овај облик алергијског запаљења вежњаче најчешће се испољава током адолесценције или у раним двадесетим годинама живота. - Може се јавити код особа које имају у анамнези алергије, нарочито алергијски ринитис и астму. - Као и код верналног запаљења вежњаче, атопијско запаљење вежњаче може узроковати трајна оштећења ока.                                 |
| Гигантопапиларно запаљење вежњаче ока      | - Најчешће је узрокован ношењем контактних сочива. - Претпоставља се да је узрокован алергијском реакцијом на беланчевине накупљене на површини контактних сочива, очних протеза или крајева конаца - сутура који вире из вежњаче након одређених хируршких захвата на оку. |

## Патофизиологија
Алергијско запаљење вежњаче представља неуобичајен и непримерен одговор имуног система организма на разноврсне антигене са којима је организам дошао у додир. Антиген је било која супстанца коју организам препознаје као „страну”, а самим тим и потенцијално штетну, и против ње ствара антитела, као неку врсту одбрамбеног механизма који нам омогућава заштиту од свега што организам сматра опасним.
Према томе алергени су антигени који изазивају алергијске болести, које настају након додира алергена и организма, и у којима се организам брани производњом заштитних антитела, имуноглобулина, који су специфични за сваки алерген (зато је и свака алергијска болест специфична).
Реакција између алергена и специфичног антитела назива се алергијском реакцијом. Она у зависно о врсти ткива у којем се одвија алергијска реакција, ослобађаа многобројне и разноврсне материје (хистамин, протеаза, хепарин, фактор активације тромбоцита, итд), које потом оштећују и/или разарају ткиво и одговорне су за настанак симптома алергијских болести ока.
Време потребно да се развије преосетљивост на антиген, односно да организам створи антитела и да се алергијска болест конјуктиве манифестује, назива се период сензибилизација, и може различито да треаје.

## Клиничка слика
Према карактеристикама клинчке слике и дужини трајања болес може да се јави као акутни и хроничн облик:
Акутно алергијско запаљење вежњаче ока
Овај облик болести (који је у МКБ-10 означен шифром Х10.1 - лат. Conjunctivitis allergica acuta), карактерише се краткотрајном клинчком сликом и најћешће сезонским карактером (пролеће-лето) јављања. Главни симптоми су:
- изненадан оток очних капака
- хиперемија вежњаче
- свраб, или осећај страног тела у очима.
- може бити праћен цурењем из носа.

Хронични алергијско запаљења вежњаче ока
Овај облик болести (који је у МКБ-10 означен шифром Х10.4 - лат. Conjunctivitis allergica chronica), мање је уобичајено стање, хроничног је тока, несезонског карактер и може се јавити током целе године. Клиничка слика је блажа у односу на акутни облик, а уобичајени симптоми су:
- жарење и свраб у очима
- фотофобија или осетљивост на светлост.

## Дијагноза
Како је свака алергијска реакција изазвана посебним алергеном, главни циљ дијагнозе је проналажење тога алергена. Алерген може бити биљка која расте у одређеном периоду године, попут траве или полена или нека друга материја као нпр. псеће длаке, лекова или хране. Како алерген може изазвати алергијску реакцију када дође у додир са кожом или оком, када је удахнут, поједен или убодом унесен у кожу, пажљивом сарадњом лекара и пацијената треба дијагностички утврдити пут уноса алергена у организам.
Крвни тестови
Тестови могу помоћи при одређивању да ли су симптоми повезани с алергијом и који је алерген одговоран. Узорак крви може садржати мноштво еозинофила, врсте крвних ћелија које се у повећаном броју налазе код многих алергијских реакција.
Данас се најчешће користе тестови из крви за одређивање укупне количине ИгЕ антитела (РИСТ), или ниво специфичних ИгЕ антитела на одређене алергене (РАСТ).
- Одређивање укупних ИгЕ антитела у крви (РИСТ), заснова се на чињеници да се количина ИгЕ антитела у серуму здравих особа мења током живота и да може бити повећана код алергијских, паразитских и злоћудних болести.
- Одређивање специфичних ИгЕ антитела у крви (РАСТ), омогућава утврђивање количине специфичних ИгЕ антитела, која се стварају у телу болесника на појединачне алергене (инхалаторним или нутритивне). Ове вредности изражавају се најчешће у мерним јединицама IU/ml.

| Разред | Специфични ИгЕ (IU/ml) | Тумачење резултата специфичних ИгЕ |
| ------ | ---------------------- | ---------------------------------- |
| 0      | 0,00 - 0,34            | Није мерљив ниво ИгЕ               |
| 1      | 0,35-0,69              | Минимална количина ИгЕ             |
| 2      | 0,70-3,49              | Мала количина ИгЕ                  |
| 3      | 3,50- 17,49            | Умерена количина ИгЕ               |
| 4      | 17,90- 49,90           | Велика количина ИгЕ                |
| 5      | 50,00-100,0            | Врло велика количина ИгЕ           |
| 6      | > 100                  | Изузетно велика количина ИгЕ       |

Кожни тестови
Кожни тестови су најбољи за одређивање врсте алергена. За кожне тестове, праве се разблажени раствори екстраката дрвећа, трава, полена, прашина, животињских длака, отрова инсекта, хране и појединих лекова, који се појединачно, у малим количинама наносе на или у кожу пацијента. Ако је особа алергична на једну или више тих материја, место на којем је иницирана та супстанца развија се оток и осип (налик на уртикарију уз околно црвенило) унутар 15 до 20 минута.
Радиоалергосорбент тест.
Када се кожно тестирање не може извести или је опасно, због бурне реакције, може се користити радиоалергосорбент тест. Радиоалергосорбент тест (РАСТ) мери нивоа ИгЕ специфичних за поједине алергене у крви, што може помоћи при дијагнози алергијске кожне реакције, сезонске алергијске упале носне слузокоже или алергијске астме.
Оба су теста високо специфична и тачна, премда је кожни тест обично нешто мало тачнији и често, јефтинији а резултати се могу очитати одмах.

## Терапија
У лечењу алергијског запаљења вежњаче пресудни значај има добро узета анамнеза и правилан и детаљан очни преглед, како би примарни циљ лечења болести смањењио симптоме или прекинуо циклусе реакције на једном од три нивоа:
- на нивоу медијатора упале,
- на нивоу мастоцита
- на нивоу еозинофила.[10]

У лечењу најчешће се примењују антихистаминици који смањују осећај печења, црвенила и отока рожњаче, у системском облику, као таблете или локално у облику капи.
Некритична примена кортикостероида, посебно без редовних офталмолошких контрола, може створити озбиљна нежељена дејства и маскирати знакове упале сасвим друге генезе.

## Прогноза
Пошто с алергијско запаљење вежњаче генерално лако лечи, прогноза је повољна. Компликације су веома ретка, и могу се јавити у облику секундарне ерозије рожњаче или кератоконусом. Иако болест рецидивира, она ретко изазива губитак вида. Насупрот томе, код вералног запаљења рожњаче и вежњаче и папиларног запаљења вежњаче и рожњаче болест је често повезана са значајним ризиком од прогресивног оштећења рожњаче и губитка вида.